# J.J. Bjerring
Johan Julius Bjerring (født 14. november 1878 i Aabenraa, død 9. september 1940) var en socialdemokratisk politiker. Han var medlem af Folketinget fra 1918 til 1939 og borgmester i Nyborg fra 1936.
Bjerrring var søn litograf Karl Emil Bjerring i Nyborg og hustru Ane Kirstine, født Ritz, fra Middelfart. Han blev født i Aabenraa i 1878. Han tog præliminæreksamen i 1898 og var ansat hos DSB fra 1898. Han startede som elev og blev assistent i 1901 og godsspeditør i 1930.
Bjerrring var opstillet for Socialdemokratiet i Kertemindekredsen ved folketingsvalget 1909 og i Højrupkredsen ved folketingsvalget 1913 men trak sig fra disse valg efter en samarbejdsaftale mellem Socialdemokratiet og Det Radikale Venstre om at dele valgkredsene mellem sig, og disse kredse tilfaldt de Radikale. Han blev i stedet opstillet i Ringkøbingkredsen i 1913 mod J.C. Christensen men fik kun 190 stemmer mod 1585 til J.C. Christensen.
Han stillede op i Nyborgkredsen og blev valgt ved valget i 1918. Ved valget i 1920 blev valg i enkeltmandskredse afskaffet, men Bjerring forblev i Folketinget opstillet i Nyborg og valgt i Svendborg Amtskreds indtil folketingsvalget i 1939 hvor han ikke genopstillede.
Bjerring var også medlem af Nyborg Byråd fra 1913, og han blev borgmester i Nyborg i 1936. Det var arbejdet som borgmester som var skyld i at han stoppede i Folketinget.